# 黄鼎臣

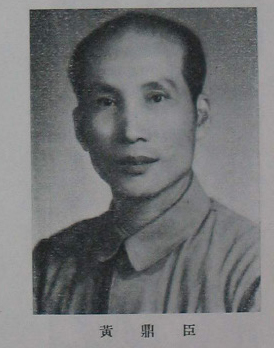
黃鼎臣近照

黃鼎臣（1901年8月13日—1995年1月7日），原籍廣東（汕尾）海豐縣，中国醫生、政治人物，中國致公黨第7、第8屆中央主席，第一、二、三届全国人大代表，第二、三、四、五、六、七、八届全国政协委员。

## 生平
考取公費留學日本，學習現代醫學，1927年參加中國共產黨。1933年在葡屬澳門行醫期間，開始給中國共產黨和中國致公黨搭橋，增進彼此的理解。
中華人民共和國成立后任衛生部醫政局局長。1954年，当选第一届全国人民代表大会代表。共連任三屆全國人民代表大會代表、七届全国政协委员、兩屆中國致公黨中央主席。